# Balque (província)
Bactro ou Balque (em persa: بلخ; romaniz.: Balkh) é uma província do Afeganistão. Sua capital é a cidade de Mazar-e Sharif.

## Cidades
- Balkh
- Almoghul
- Amrakh
- Aq Kupruk
- Aranji
- Bala Kuh
- Baluchi
- Bauragai
- Bawragai
- Bawrchi
- Bawshi
- Bay Temor
- Bayanan
- Baybul
- Bazarak